# Matt K. Heafy
 (février 2008).
Si vous disposez d'ouvrages ou d'articles de référence ou si vous connaissez des sites web de qualité traitant du thème abordé ici, merci de compléter l'article en donnant les références utiles à sa vérifiabilité et en les liant à la section « Notes et références ».
Matt Heafy est un musicien américano-japonais, guitariste et chanteur du groupe de metal Trivium. Il fait aussi partie du groupe de death metal Capharnaum où il occupe également la place de chanteur principal. Ses influences vont de Metallica, Pantera, Megadeth, Slayer, Testament, Iron Maiden à Queen, The Beatles, Muse, Coldplay et Radiohead.
Il est depuis très petit passionné par les arts martiaux, notamment le karaté, et en possède une excellente maitrise. 
Cette passion est au moins égale à celle qu'il a pour la musique, à tel point qu'il a annulé, avec l'accord du reste du groupe, une tournée prévue en 2016 pour s'y consacrer entièrement.

## Biographie
Heafy est né dans la ville d'Iwakuni au Japon d'un père americain et d'une mère japonaise. Il ne passa qu'une année là-bas car sa famille déménagea ensuite à Orlando, en Floride. Il fit ses études à la Lake Brantley High School et obtint son diplôme en 2004.

## Trivium
Matt Heafy rejoint Trivium après que les membres du groupe l'ont remarqué lors d'un tremplin où il interprétait Self Esteem du groupe The Offspring à la Teague Middle School à Altamonte Springs en Floride, à l'âge de 14 ans.
Heafy débute dans Trivium en apportant ses compositions (Fugue, Demon, Requiem, Sworn et The Storm). Il écrit et compose une majeure partie de Ember to Inferno, le premier album studio du groupe, et d'Ascendancy, leur second album. Paolo Gregoletto, Corey Beaulieu et Travis Smith, les autres membres de Trivium, ont une plus grande importance dans l'enregistrement de leur troisième album, The Crusade.
Le chant de Heafy, qui avait commencé sa carrière par un style vocal très guttural, évolue sur leur dernier album. Toujours puissant, il est moins hurlé et plus travaillé.

Dans Guitarist magazine, Matt Heafy déclare à ce propos : 

« J'ai commencé à crier seulement parce que j'étais un très mauvais chanteur. Avant, quand j'avais 14 ans, ma voix était comme (il simule une voix cassée) et je ne pouvais chanter que dans les graves. J'essayais de chanter comme maintenant, mais c'était horrible, donc j'ai commencé à gueuler. Mais maintenant je peux chanter. Et si nous jouons nos vieilles chansons qui sont faites pour être hurlées, Corey s'en charge[réf. nécessaire]. »

## Roadrunner United
Matt Heafy a participé au projet Roadrunner United: The all stars sessions en tant que capitaine aux côtés de Joey Jordison (Slipknot), de Robert Flynn (Machine Head) et de Dino Cazares (Fear Factory / Divine Heresy). Il est auteur et interprète de plusieurs titres sur l'album (cf: roadrunner United).

## Équipement

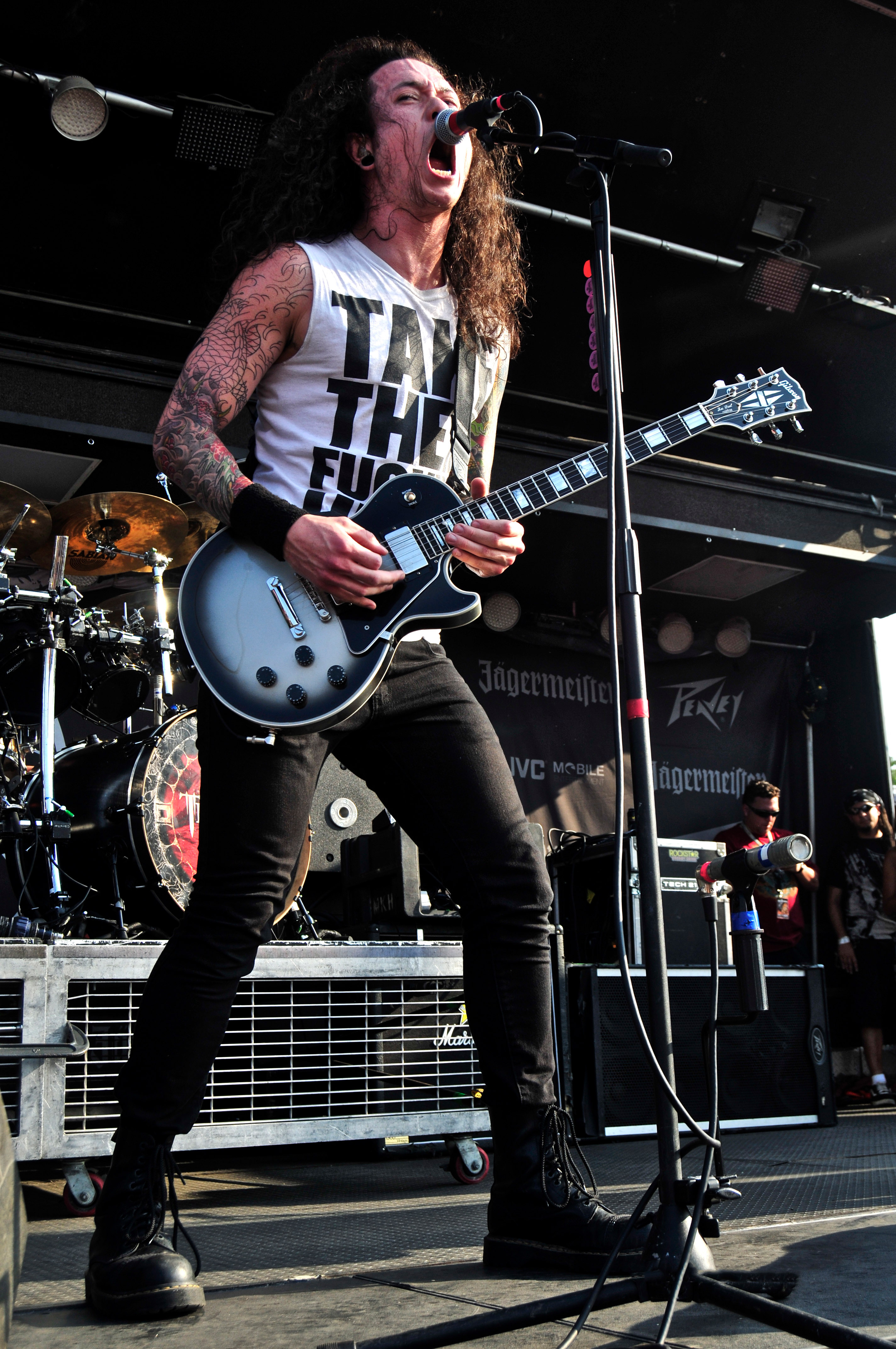
Matt Heafy en 2009

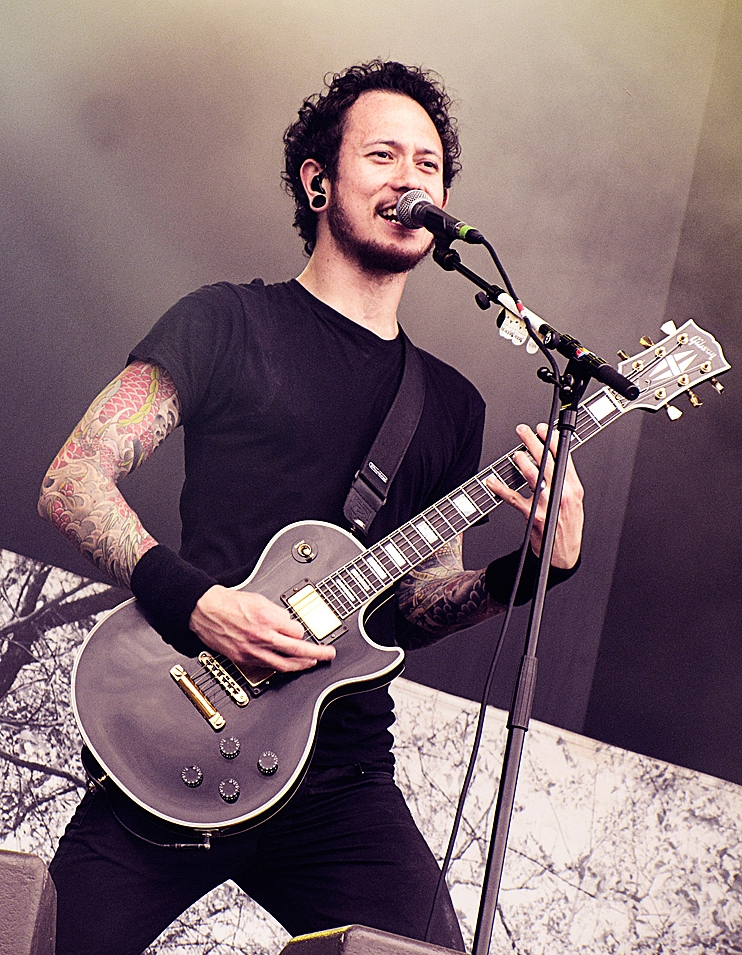
Matt Heafy en 2012

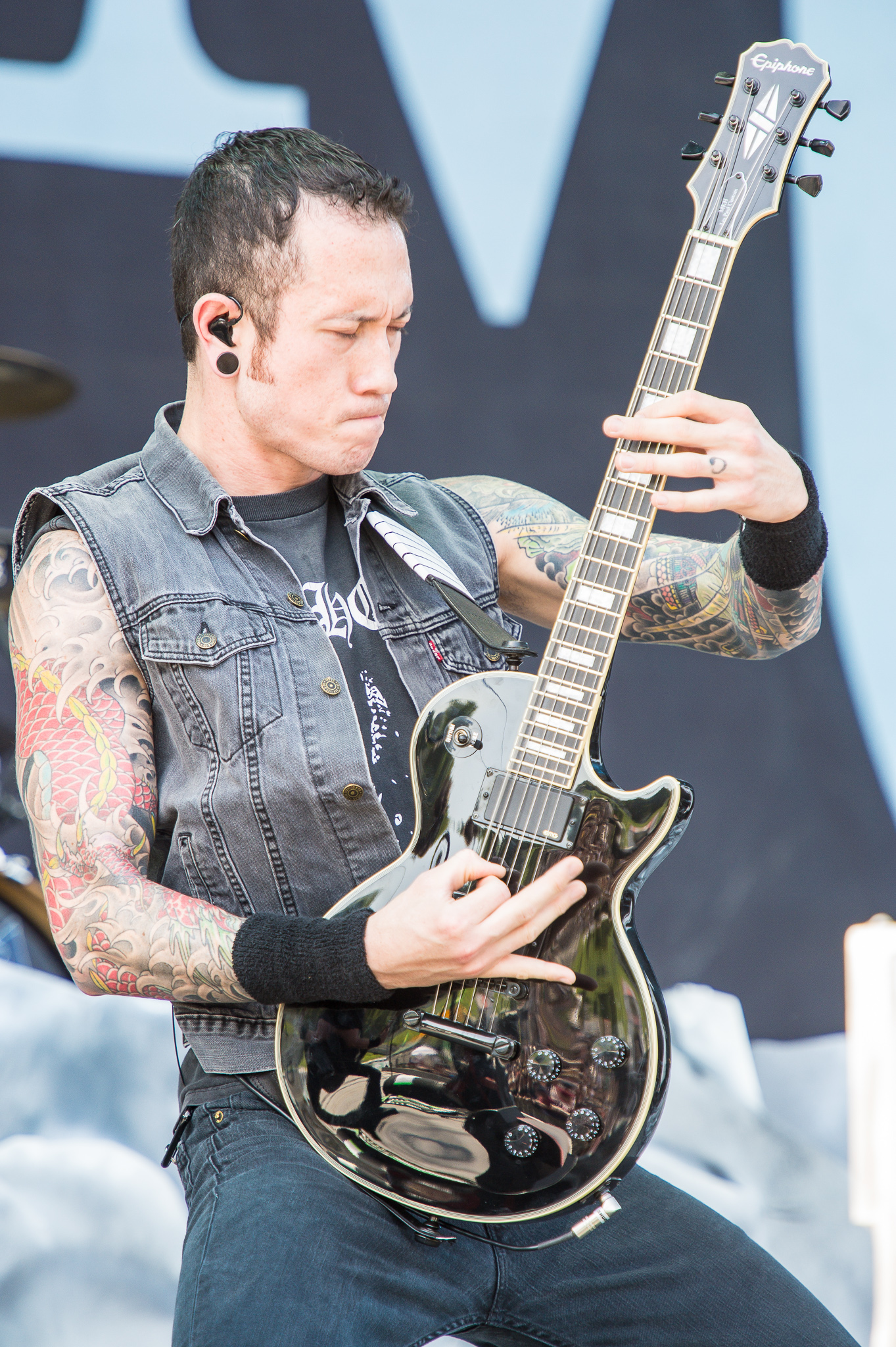
Matt Heafy en 2014

### Guitares
- Epiphone Les Paul Matt Heafy 6 & 7-string
- Gibson custom shop 7 string explorer
- Epiphone Flying V 7 String (Black)
- Gibson Explorer White
- Gibson SJ-300 Rosewood Acoustic
- Gibson Les Paul Custom (Silverburst)
- Gibson Les Paul Custom (Black)
- Gibson Les Paul Custom (White)
- Gibson Les Paul Custom '68 (Black)
- Gibson Les Paul Custom (Black) [2002]
- Dean TRIVIUM Matt Heafy Rising Sun SIGNATURE
- Dean Timecapsule MLF (Main guitar-standard tuning)
- Dean Custom White Razorback (Back up Standard tuning)
- Dean Trans Black ML (Main Drop-D tuning)
- Dean Razorback V (Back up Drop-D tuning)
- Dean MKH Prototype 7 string (Main-Standard tuning)
- Dean Razorback 7 String Import black w/yellow bevels (Back up Standard)
- Dean Hardtail (Utilisée en enregistrement de The Crusade seulement)
- Ernie Ball/Music Man John Petrucci 7 String (Utilisée en backstage warm-up et album seulement)
- Dean Dimebag Rust Tribute Razorback (Depuis mai 2007)
- Gibson Les Paul Custom Black Beauty
- Gibson Les Paul Supreme (Alpine White-Vendue sur Ebay en janvier 2006 pour une œuvre caritative)
- Gibson Voodoo X-plorer
- Washburn Stealth (utilisée pendant l'écriture d'Ascendancy et quelques concerts)
- Hohner Headless Guitar (première guitare)
- Ovation Celebrity Acoustic Electric (acoustic work)
- Ibanez RG7621
- Unknown Classical Acoustic (Utilisée sur Trivium's Ember to Infernos Intro et Outro)

### Amplis
- Kemper Profiler
- Peavey 6505+
- Peavey 5150 I & II
- Fractal Audio Axe-fx Ultra
- Marshall 1960BV cabs
- Mesa Boogie Rectifier cabs
- Marshall JCM2000 DSL Heads (The Crusade)
- Peavey Triple XXX (Ember to Inferno)

### Micros
- EMG 89 Neck Pickup
- EMG 85 Neck Pickup
- EMG 81 Bridge Pickup
- EMG 707 Pickup
- Dimarzio Air Norton Neck Pickup
- Dimarzio D Sonic Bridge Pickup
- Seymour Duncan Dimebuckers
- Seymour Duncan Alnico IIs
- Seymour Duncan 1959 Reissue Neck Pickups

La plupart des guitares Dean guitars de Matt sont équipées de Seymour Duncan. Les nouvelles sont montées en EMG 81 pour le chevalet et EMG 85 pour le manche.

### Pédales & Électronique
- ISP Decimator Noisegate
- Wireless Receiver (Shure)
- Maxon OD-808
- Rocktron Super Hush
- Furman PL-Pro Rack Power
- Dunlop cry baby

### Mediators
- Jim Dunlop Dunlop Jazz 3 picks
- Jim Dunlop Dunlop gator grip picks

### Misc
- Jim Dunlop Black Strap Locks